# Ophiothrix lineocaerulea
Ophiothrix lineocaerulea är en ormstjärneart som beskrevs av Hubert Lyman Clark 1928. Ophiothrix lineocaerulea ingår i släktet Ophiothrix och familjen Ophiothrichidae. Inga underarter finns listade i Catalogue of Life.